# Tmesibasis scopsi
Tmesibasis scopsi är en insektsart som beskrevs av Navás 1933. Tmesibasis scopsi ingår i släktet Tmesibasis och familjen fjärilsländor. Inga underarter finns listade i Catalogue of Life.